# Đào Duy Ân
Đào Duy Ân (1932), nguyên là một tướng lĩnh gốc Pháo binh của Quân lực Việt Nam Cộng hòa, cấp bậc Thiếu tướng. Ông xuất thân từ những khóa đầu tiên ở trường Võ bị Liên quân do Chính phủ Quốc gia với sự hỗ trợ của Quân đội Pháp mở ra tại nam Cao nguyên Trung phần. Ra trường, ông gia nhập đơn vị Pháo binh. Thời gian tại ngũ, ông đã đảm trách những chức vụ từ thấp đến cao trong Binh chủng Pháo binh. Đến năm 1964 ông được chuyển sang lĩnh vực Tham mưu và ở những cương vị này cho đến cuối tháng 4 năm 1975.

## Tiếu sử & Binh nghiệp
Ông sinh vào tháng 8 năm 1932, trong một gia đình giáo chức tại Cần Thơ, miền tây Nam phần Việt Nam. trong một gia đình giáo chức, cha ông là giáo sư môn sử địa tại trường Thiếu sinh quân Đông Dương. Khi học lên bậc Trung học, ông được cha xin cho nhập học vào trường Thiếu sinh quân Đông Dương tại Vũng Tàu. Năm 1950, ông tốt nghiệp với văn bằng tương đương Tú tài bán phần (Part I).

### Quân đội Liên hiệp Pháp
Giữa tháng 3 năm 1951, ông tình nguyện nhập ngũ vào Quân đội Liên hiệp Pháp, mang số quân: 52/102.282. Theo học khóa 4 Lý Thường Kiệt tại trường Võ bị Liên quân Đà Lạt, khai giảng ngày 1 tháng 4 năm 1951, Ngày 1 tháng 12 cùng năm, mãn khóa tốt nghiệp với cấp bậc Thiếu úy hiện dịch. Ra trường, ông được chọn vào binh chủng Pháo binh, theo học tiếp khóa căn bản chuyên ngành tại trường Pháo binh Phú Lợi, Bình Dương.

### Quân đội Quốc gia Việt Nam
Năm 1952, sau khi mãn khoá căn bản Pháo binh, ông được chuyển sang phục vụ Quân đội Quốc gia và được phân bổ về Tiểu đoàn 1 Pháo binh giữ chức Trung đội trưởng, hoạt động tại 2 khu vực Nam phần và Cao nguyên Trung phần. Đầu năm 1953, ông được thăng cấp Trung úy và được cử làm Pháo đội trưởng trong Tiểu đoàn 1 Pháo binh. Một tháng sau Hiệp định Genève 20 tháng 7 năm 1954, ông được thăng cấp Đại úy và được chỉ định giữ chức Chỉ huy trưởng Pháo binh khu vực miền tây Nam phần.

### Quân đội Việt Nam Công hòa
Tháng 11 năm 1955, sau khi từ Quân đội Quốc gia chuyển sang phục vụ cơ cấu mới là Quân đội Việt Nam Cộng hòa, ông được cử đi du học khóa sĩ quan Pháo binh cao cấp tại Pháp (Châlon sur Marnes). Đầu năm 1956, mãn khóa học về nước, ông được chỉ định giữ chức vụ Tiểu đoàn trưởng Tiểu đoàn 2 Pháo binh 105 ly.
Đầu năm 1957, ông được thăng cấp Thiếu tá tại nhiệm. Sau đó ông được cử đi du học khóa Pháo binh cao cấp tại Fort Still, Hoa Kỳ. Về nước cùng năm, ông được cử giữ chức Tiểu đoàn trưởng Tiểu đoàn 34 Pháo binh 155 ly. Giữa năm 1958, ông đảm trách chức vụ Chỉ huy trưởng Pháo binh Sư đoàn (trắc nghiệm). Đầu năm 1959, ông thuyên chuyển ra Quân khu 2 giữ chức vụ Chỉ huy trưởng Pháo binh Quân đoàn II. Đến giữa năm 1961, ông được chuyển về Quân khu 3 để giữ chức vụ Chỉ huy trưởng Pháo binh Quân đoàn III.
Tháng 11 năm 1963, sau cuộc đảo chính Tổng thống Ngô Đình Diệm (ngày 1 tháng 11). Ngày 5 tháng 11 ông được thăng cấp Trung tá tại nhiệm. Sau đó được cử sang Hoa Kỳ du học khóa Chỉ huy Tham mưu cao cấp tại trường Chỉ huy & Tham mưu Fort Leavenworth ở Tiểu bang Kansas. Kế tiếp học khóa phản Du kích chiến tại Fort Bragg, Tiểu bang North Carolina.
Đầu tháng 2 năm 1964, sau cuộc Chỉnh lý nội bộ các tướng lãnh trong Hội đồng Quân nhân Cách mạng để giành quyền lãnh đạo của tướng Nguyễn Khánh, ông được cử làm Tham mưu trưởng trường Bộ binh Thủ Đức. Đến đầu năm 1968, ông được thăng cấp Đại tá tại nhiệm. Sau đó được cử vào chức vụ Tham mưu trưởng Quân đoàn III & Quân khu 3. Ngày Quân lực 19 tháng 6 năm 1970, ông được thăng cấp Chuẩn tướng tại nhiệm. Sau đó, ông được cử giữ chức vụ Phó Tư lệnh Quân đoàn III & Quân khu 3.
Ngày 1 tháng 4 năm 1974, ông được thăng cấp Thiếu tướng tại nhiệm. Tháng 11 cùng năm ông được cử làm Trưởng đoàn hướng dẫn phái đoàn gồm 36 chiến sĩ xuất sắc của Quân lực Việt Nam Cộng hòa, thăm viếng Đài Loan theo lời mời của Chính phủ Trung Hoa Quốc gia.

## 1975
Ngày 30 tháng 4, ông cùng gia đình di tản ra khỏi Việt Nam. Sau đó được sang định cư tại Tiểu bang Massachusetts, Hoa Kỳ.

## Huy chương
Bảo quốc Huân chương đệ tam đẳng và được tặng thưởng nhiều huy chương Quân sự và Dân sự.

## Gia đình
- Thân phụ: Cụ Đào Văn Tố (nguyên Giáo sư môn Pháp văn và Sử-Địa ở trường Thiếu sinh quân Đông Dương)
- Thân mẫu: Cụ Trần Thị Sen.